# ۱۰۰ درجه سلسیوس
۱۰۰ درجه سلسیوس (انگلیسی: 100 Degree Celsius) فیلم مالایالم تولید سال ۲۰۱۴ است که نویسندگی و کارگردانی آن را راکش گوپان بر عهده داشت. یک فیلم هیجان انگیز زن-محور که فیلمنامهٔ آن را راکش گوپان نوشته بود و بازیگران اصلی آن شویتا منون، مگنا راج، باما، آنانیا و هاریتا پاروکود (Haritha Parokod) هستند. فیلم ۱۰۰ درجه سلسیوس بر اساس یک رویداد واقعی ساخته شده‌است که حول زندگی پنج زن - یک زن خانه‌دار، مدیر بانک، متخصص آی‌تی، گزارشگر تلویزیون و دانشجوی کالج می‌باشد. فیلمبرداری در ماه ژوئن ۲۰۱۳ شروع شد.